# British Grand Prix 2009
L'Aviva British Grand Prix 2009 è stata l'edizione 2009 del meeting internazionale di atletica leggera, facente parte del circuito IAAF Grand Prix, Aviva British Grand Prix, che si è tenuto il 31 agosto, come ogni anno, a Gateshead nel Regno Unito.

## Maschile

### 100 mt
| Pos. | Atleta          | Nazione                        | Tempo |
| ---- | --------------- | ------------------------------ | ----- |
| 1    | Tyson Gay       | Stati Uniti (bandiera)         | 10.15 |
| 2    | Craig Pickering | Regno Unito (bandiera)         | 10.32 |
| 3    | Mario Forsythe  | Giamaica (bandiera)            | 10.35 |
| 4    | Kim Collins     | Saint Kitts e Nevis (bandiera) | 10.44 |
| 5    | Marc Burns      | Trinidad e Tobago (bandiera)   | 10.44 |
| 6    | Mark Jelks      | Stati Uniti (bandiera)         | 10.45 |
| 7    | Marlon Devonish | Regno Unito (bandiera)         | 10.49 |
| 8    | Tyrone Edgar    | Regno Unito (bandiera)         | 10.53 |

### 200 mt
| Pos. | Atleta           | Nazione                | Tempo |
| ---- | ---------------- | ---------------------- | ----- |
| 1    | Shawn Crawford   | Stati Uniti (bandiera) | 20.80 |
| 2    | Wallace Spearmon | Stati Uniti (bandiera) | 20.81 |
| 3    | Marlon Devonish  | Regno Unito (bandiera) | 21.07 |
| 4    | Paul Hession     | Irlanda (bandiera)     | 21.14 |
| 5    | Mark Jelks       | Stati Uniti (bandiera) | 21.25 |
| 6    | Rikki Fifton     | Regno Unito (bandiera) | 21.38 |
| 7    | Trell Kimmons    | Stati Uniti (bandiera) | 21.48 |
| 8    | Sean Wroe        | Australia (bandiera)   | 22.05 |

### 400 mt
| Pos. | Atleta             | Nazione                | Tempo |
| ---- | ------------------ | ---------------------- | ----- |
| 1    | LaShawn Merritt    | Stati Uniti (bandiera) | 45.10 |
| 2    | Martyn Rooney      | Regno Unito (bandiera) | 45.47 |
| 3    | Angelo Taylor      | Stati Uniti (bandiera) | 45.50 |
| 4    | Michael Bingham    | Regno Unito (bandiera) | 45.54 |
| 5    | Robert Tobin       | Regno Unito (bandiera) | 45.61 |
| 6    | Kerron Clement     | Stati Uniti (bandiera) | 45.77 |
| 7    | Christopher Clarke | Regno Unito (bandiera) | 46.60 |
| 8    | Jamaal Torrance    | Stati Uniti (bandiera) | 46.99 |

### 800 mt
| Pos. | Atleta                 | Nazione                | Tempo   |
| ---- | ---------------------- | ---------------------- | ------- |
| 1    | Nick Symmonds          | Stati Uniti (bandiera) | 1:47.30 |
| 2    | Geoffrey Kipkoech Rono | Kenya (bandiera)       | 1:47.43 |
| 3    | Joe Thomas             | Regno Unito (bandiera) | 1:47.44 |
| 4    | Michael Rimmer         | Regno Unito (bandiera) | 1:48.14 |
| 5    | James Brewer           | Regno Unito (bandiera) | 1:48.23 |
| 6    | Marcin Lewandowski     | Polonia (bandiera)     | 1:48.37 |
| 7    | Andrew Osagie          | Regno Unito (bandiera) | 1:48.95 |
| DNF  | Eugenio Barrios        | Spagna (bandiera)      |         |

### 1500 mt
| Pos. | Atleta           | Nazione                | Tempo   |
| ---- | ---------------- | ---------------------- | ------- |
| 1    | Leonel Manzano   | Stati Uniti (bandiera) | 3:41.10 |
| 2    | Andrew Baddeley  | Regno Unito (bandiera) | 3:41.24 |
| 3    | Gideon Gathimba  | Kenya (bandiera)       | 3:41.71 |
| 4    | Bethwell Birgen  | Kenya (bandiera)       | 3:41.93 |
| 5    | Nathan Brannen   | Canada (bandiera)      | 3:41.93 |
| 6    | David Campbell   | Irlanda (bandiera)     | 3:42.67 |
| 7    | Stefan Eberhardt | Germania (bandiera)    | 3:42.68 |
| 8    | Mitchell Kealey  | Australia (bandiera)   | 3:43.14 |
| 9    | Ryan Gregson     | Australia (bandiera)   | 3:43.31 |
| 10   | Ricky Stevenson  | Regno Unito (bandiera) | 3:44.74 |
| 11   | David Torrence   | Stati Uniti (bandiera) | 3:48.57 |
| DNF  | Jermaine Mays    | Regno Unito (bandiera) |         |

### 3000 mt
| Pos. | Atleta               | Nazione                | Tempo   |
| ---- | -------------------- | ---------------------- | ------- |
| 1    | Moses Ndiema Kipsiro | Uganda (bandiera)      | 7:35.69 |
| 2    | Bernard Lagat        | Stati Uniti (bandiera) | 7:36.68 |
| 3    | Sammy Alex Mutahi    | Kenya (bandiera)       | 7:37.19 |
| 4    | Mark Kosgey Kiptoo   | Kenya (bandiera)       | 7:37.44 |
| 5    | Silas Kipruto        | Kenya (bandiera)       | 7:37.65 |
| 6    | Chris Solinsky       | Stati Uniti (bandiera) | 7:39.16 |
| 7    | Abraham Chebii       | Kenya (bandiera)       | 7:41.43 |
| 8    | Mike Kipruto Kigen   | Kenya (bandiera)       | 7:43.76 |
| 9    | Mohammed Farah       | Regno Unito (bandiera) | 7:47.02 |
| 10   | Moumin Geele         | Somalia (bandiera)     | 7:51.82 |
| 11   | Nick McCormick       | Regno Unito (bandiera) | 7:59.07 |
| 12   | Mark Draper          | Regno Unito (bandiera) | 8:06.65 |
| 13   | Christopher Thompson | Regno Unito (bandiera) | 8:12.79 |
| DNF  | David Krummenacker   | Stati Uniti (bandiera) |         |

### 110 hs
| Pos. | Atleta           | Nazione                | Tempo |
| ---- | ---------------- | ---------------------- | ----- |
| 1    | David Payne      | Stati Uniti (bandiera) | 13.60 |
| 2    | William Sharman  | Regno Unito (bandiera) | 13.61 |
| 3    | Gregory Sedoc    | Paesi Bassi (bandiera) | 13.89 |
| 4    | Shamar Sands     | Bahamas (bandiera)     | 13.91 |
| 5    | Dexter Faulk     | Stati Uniti (bandiera) | 13.93 |
| 6    | Gianni Frankis   | Regno Unito (bandiera) | 13.97 |
| 7    | Callum Priestley | Regno Unito (bandiera) | 14.11 |
|      | Dwight Thomas    | Giamaica (bandiera)    | DQ    |

### Salto in alto
| Pos. | Atleta             | Nazione                | Tempo |
| ---- | ------------------ | ---------------------- | ----- |
| 1    | Andra Manson       | Stati Uniti (bandiera) | 2.33  |
| 2    | Yaroslav Rybakov   | Russia (bandiera)      | 2.31  |
| 3    | Samson Oni         | Regno Unito (bandiera) | 2.23  |
| 4    | Jamie Nieto        | Stati Uniti (bandiera) | 2.23  |
| 5    | Joe Kindred        | Stati Uniti (bandiera) | 2.15  |
| 5    | Alessandro Talotti | Italia (bandiera)      | 2.15  |
| 7    | Sylwester Bednarek | Polonia (bandiera)     | 2.15  |
| 7    | Keith Moffatt      | Stati Uniti (bandiera) | 2.15  |
|      | Matthew Roberts    | Regno Unito (bandiera) | NM    |

### Salto in lungo
| Pos. | Atleta                | Nazione                | Dist. |
| ---- | --------------------- | ---------------------- | ----- |
| 1    | Dwight Phillips       | Stati Uniti (bandiera) | 8.39  |
| 2    | Fabrice Lapierre      | Australia (bandiera)   | 8.16  |
| 3    | Salim Sdiri           | Francia (bandiera)     | 7.98  |
| 4    | Nils Winter           | Germania (bandiera)    | 7.94  |
| 5    | Christopher Tomlinson | Regno Unito (bandiera) | 7.93  |
| 6    | Greg Rutherford       | Regno Unito (bandiera) | 7.80  |
| 7    | George Kitchens       | Stati Uniti (bandiera) | 7.78  |
| 8    | Tyrone Smith          | Bermuda (bandiera)     | 7.58  |

### Salto con l'asta
| Pos. | Atleta             | Nazione                | Dist. |
| ---- | ------------------ | ---------------------- | ----- |
| 1    | Viktor Chistiakov  | Russia (bandiera)      | 5.70  |
| 1    | Derek Miles        | Stati Uniti (bandiera) | 5.70  |
| 3    | Björn Otto         | Germania (bandiera)    | 5.55  |
| 4    | Jeremy Scott       | Stati Uniti (bandiera) | 5.55  |
| 5    | Steven Lewis       | Regno Unito (bandiera) | 5.55  |
| 6    | Luke Cutts         | Regno Unito (bandiera) | NM    |
| 7    | Damiel Dossévi     | Francia (bandiera)     | NM    |
| 8    | Giuseppe Gibilisco | Italia (bandiera)      | NM    |

### Salto triplo
| Pos. | Atleta            | Nazione                | Dist. |
| ---- | ----------------- | ---------------------- | ----- |
| 1    | Phillips Idowu    | Regno Unito (bandiera) | 17.32 |
| 2    | Momchil Karailiev | Bulgaria (bandiera)    | 17.04 |
| 3    | Onochie Achike    | Regno Unito (bandiera) | 16.99 |
| 4    | Jadel Gregório    | Brasile (bandiera)     | 16.94 |
| 5    | Brandon Roulhac   | Stati Uniti (bandiera) | 16.89 |
| 6    | Dmitrij Valukevic | Slovacchia (bandiera)  | 16.68 |
| 7    | Randy Lewis       | Grenada (bandiera)     | 16.59 |
| 8    | Kenta Bell        | Stati Uniti (bandiera) | 15.55 |

## Femminile

### 100 mt
| Pos. | Atleta                   | Nazione                            | Tempo |
| ---- | ------------------------ | ---------------------------------- | ----- |
| 1    | Carmelita Jeter          | Stati Uniti (bandiera)             | 11.07 |
| 2    | Debbie Ferguson-McKenzie | Bahamas (bandiera)                 | 11.26 |
| 3    | Chandra Sturrup          | Bahamas (bandiera)                 | 11.34 |
| 4    | Emily Freeman            | Regno Unito (bandiera)             | 11.55 |
| 5    | LaVerne Jones-Ferrette   | Isole Vergini Americane (bandiera) | 11.57 |
| 6    | Lauryn Williams          | Stati Uniti (bandiera)             | 11.77 |
| 7    | Montell Douglas          | Regno Unito (bandiera)             | 11.82 |
| 8    | Virgil Hodge             | Saint Kitts e Nevis (bandiera)     | 11.88 |

### 200 mt
| Pos. | Atleta                 | Nazione                            | Tempo |
| ---- | ---------------------- | ---------------------------------- | ----- |
| 1    | Allyson Felix          | Stati Uniti (bandiera)             | 23.13 |
| 2    | Emily Freeman          | Regno Unito (bandiera)             | 23.39 |
| 3    | LaVerne Jones-Ferrette | Isole Vergini Americane (bandiera) | 23.56 |
| 4    | Cydonie Mothersille    | Isole Cayman (bandiera)            | 23.70 |
| 5    | Lauryn Williams        | Stati Uniti (bandiera)             | 24.10 |
| 6    | Joice Maduaka          | Regno Unito (bandiera)             | 24.14 |
| 7    | Montell Douglas        | Regno Unito (bandiera)             | 24.39 |
| 8    | Virgil Hodge           | Saint Kitts e Nevis (bandiera)     | 24.45 |

### 400 mt
| Pos. | Atleta             | Nazione                | Tempo |
| ---- | ------------------ | ---------------------- | ----- |
| 1    | Christine Ohuruogu | Regno Unito (bandiera) | 50.94 |
| 2    | Debbie Dunn        | Stati Uniti (bandiera) | 51.06 |
| 3    | Aliann Pompey      | Guyana (bandiera)      | 52.33 |
| 4    | Shana Cox          | Stati Uniti (bandiera) | 52.71 |
| 5    | Shareese Woods     | Stati Uniti (bandiera) | 53.47 |
| 6    | Vicki Barr         | Regno Unito (bandiera) | 53.80 |
| 7    | Donna Fraser       | Regno Unito (bandiera) | 54.11 |
| 8    | DeeDee Trotter     | Stati Uniti (bandiera) | 54.96 |

### 800 mt
| Pos. | Atleta                | Nazione                | Tempo   |
| ---- | --------------------- | ---------------------- | ------- |
| 1    | Christin Wurth-Thomas | Stati Uniti (bandiera) | 2:01.22 |
| 2    | Jemma Simpson         | Regno Unito (bandiera) | 2:01.89 |
| 3    | Jennifer Meadows      | Regno Unito (bandiera) | 2:02.15 |
| 4    | Maggie Vessey         | Stati Uniti (bandiera) | 2:03.11 |
| 5    | Charlotte Best        | Regno Unito (bandiera) | 2:04.70 |
| 6    | Hazel Clark           | Stati Uniti (bandiera) | 2:04.85 |
| 7    | Alison Leonard        | Regno Unito (bandiera) | 2:06.97 |
| DNS  | Anna Willard          | Stati Uniti (bandiera) |         |

### 1500 mt
| Pos. | Atleta          | Nazione                | Tempo   |
| ---- | --------------- | ---------------------- | ------- |
| 1    | Lisa Dobriskey  | Regno Unito (bandiera) | 4:13.60 |
| 2    | Sonja Roman     | Slovenia (bandiera)    | 4:14.41 |
| 3    | Hannah England  | Regno Unito (bandiera) | 4:14.45 |
| 4    | Helen Clitheroe | Regno Unito (bandiera) | 4:14.81 |
| 5    | Erin Donohue    | Stati Uniti (bandiera) | 4:15.16 |
| 6    | Renata Plis     | Polonia (bandiera)     | 4:15.35 |
| 7    | Charlene Thomas | Regno Unito (bandiera) | 4:16.56 |
| 8    | Deirdre Byrne   | Irlanda (bandiera)     | 4:17.90 |
| 9    | Irina Krakoviak | Lituania (bandiera)    | 4:21.84 |
| 10   | Sylwia Ejdys    | Polonia (bandiera)     | 4:24.03 |

### 3000 mt
| Pos. | Atleta                 | Nazione                | Tempo   |
| ---- | ---------------------- | ---------------------- | ------- |
| 1    | Vivian Cheruiyot       | Kenya (bandiera)       | 8:53.04 |
| 2    | Linet Chepkwemoi Masai | Kenya (bandiera)       | 8:54.86 |
| 3    | Grace Kwamboka Momanyi | Kenya (bandiera)       | 8:56.37 |
| 4    | Laura Kenney           | Regno Unito (bandiera) | 8:59.41 |
| 5    | Jennifer Rhines        | Stati Uniti (bandiera) | 9:02.08 |
| 6    | Freya Murray           | Regno Unito (bandiera) | 9:08.97 |
| 7    | Megan Metcalfe         | Canada (bandiera)      | 9:12.08 |
| 8    | Justina Heslop         | Regno Unito (bandiera) | 9:12.55 |

### 100 hs
| Pos. | Atleta                 | Nazione                | Tempo |
| ---- | ---------------------- | ---------------------- | ----- |
| 1    | Brigitte Foster-Hylton | Giamaica (bandiera)    | 12.88 |
| 2    | Perdita Felicien       | Canada (bandiera)      | 12.95 |
| 3    | Virginia Powell        | Stati Uniti (bandiera) | 13.21 |
| 4    | Hyleas Fountain        | Stati Uniti (bandiera) | 13.24 |
| !5   | Jessica Ennis          | Regno Unito (bandiera) | 13.28 |
| 6    | Sarah Claxton          | Regno Unito (bandiera) | 13.31 |
| 7    | Tiffany Ofili          | Stati Uniti (bandiera) | 13.44 |
| 8    | Louise Hazel           | Regno Unito (bandiera) | 14.72 |

### 400 hs
| Pos. | Atleta               | Nazione                | Tempo   |
| ---- | -------------------- | ---------------------- | ------- |
| 1    | Angela Morosanu      | Romania (bandiera)     | 55.26   |
| 2    | Zuzana Hejnová       | Rep. Ceca (bandiera)   | 55.56   |
| 3    | Marta Chrust-Rozej   | Polonia (bandiera)     | 57.36   |
| 4    | Benedetta Ceccarelli | Italia (bandiera)      | 57.44   |
| 5    | Michelle Carey       | Irlanda (bandiera)     | 57.81   |
| 6    | Christina Kron       | Germania (bandiera)    | 58.09   |
| 7    | Nusrat Ceesay        | Regno Unito (bandiera) | 59.85   |
| 8    | Hannah Douglas       | Regno Unito (bandiera) | 1:02.89 |

### Tiro del giavellotto
| Pos. | Atleta              | Nazione                | Dist. |
| ---- | ------------------- | ---------------------- | ----- |
| 1    | Barbora Špotáková   | Rep. Ceca (bandiera)   | 65.57 |
| 2    | Christina Obergföll | Germania (bandiera)    | 62.02 |
| 3    | Kimberley Mickle    | Australia (bandiera)   | 59.51 |
| 4    | Linda Stahl         | Germania (bandiera)    | 59.33 |
| 5    | Kathrina Molitor    | Germania (bandiera)    | 58.60 |
| 6    | Goldie Sayers       | Regno Unito (bandiera) | 57.04 |
| 7    | Rachel Yurkovich    | Stati Uniti (bandiera) | 55.04 |
| 8    | Elisabeth Pauer     | Austria (bandiera)     | 54.55 |
| 9    | Zahra Bani          | Italia (bandiera)      | 52.49 |
| DNS  | Urszula Piwnicka    | Polonia (bandiera)     |       |